# Le Pont du Pecq
Le Pont du Pecq est un tableau réalisé par le peintre français André Derain en 1904-1905. De format horizontal, cette huile sur toile est un paysage urbain qui représente dans un style fauve le port fluvial du Pecq, avec à l'arrière-plan son pont sur la Seine. Exposée au Salon d'Automne en 1905, l'œuvre est conservée depuis 2005 au Cincinnati Art Museum, à Cincinnati, dans l'Ohio, aux États-Unis.
Le Musée national d'Art moderne, à Paris, compte au sein de ses collections un autre tableau de l'artiste représentant la même localité, La Seine au Pecq, de 1904.

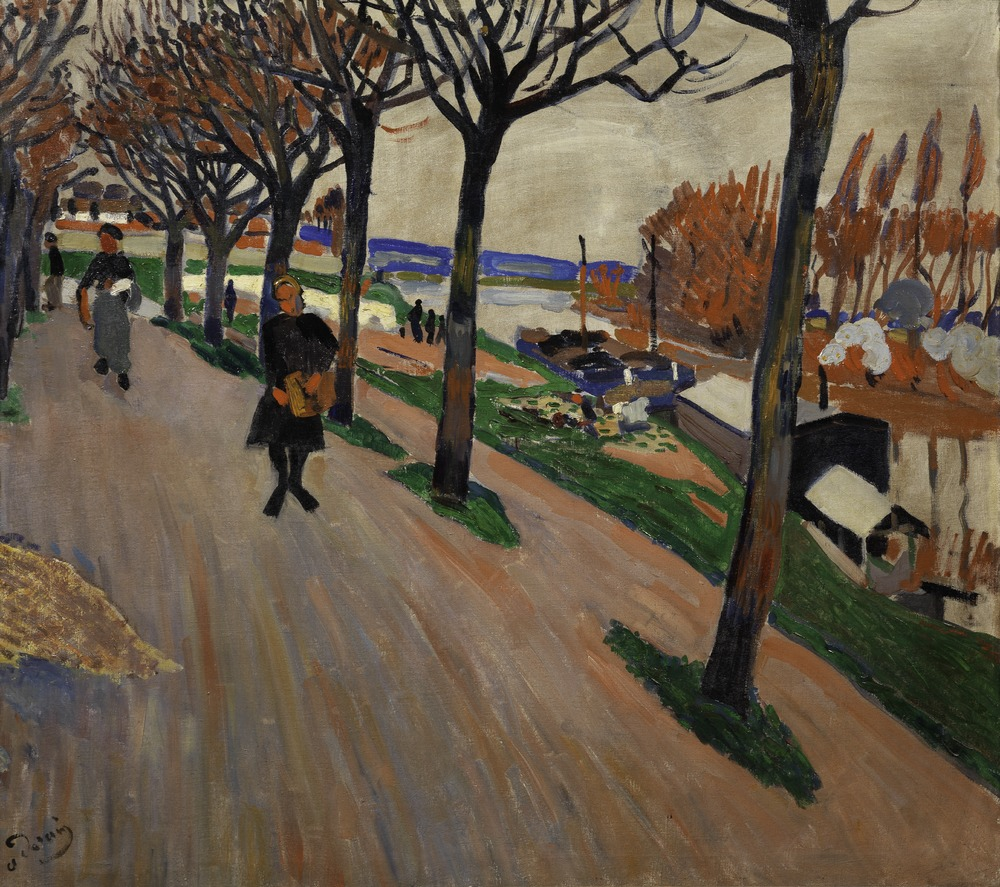
La Seine au Pecq, 1904 – Musée national d'Art moderne, Paris.